# Batočina
Batočina (ćir.: Баточина) je grad i središte istoimene općine u Šumadijskome okrugu u Središnjoj Srbiji.

## Stanovništvo
U naselju Batočina živi 6.198 stanovnika, od toga 4.891 punoljetnih stanovnika, a prosječna starost stanovništva iznosi 38,1 godina (36,9 kod muškaraca i 39,1 kod žena). U naselju ima 1678 domaćinstava, a prosječan broj članova po domaćinstvu je 3,32.
| Etnički sastav 2002. |            |        |
| Narod                | Stanovnika | %      |
| Srbi                 | 5.989      | 97,36% |
| Crnogorci            | 38         | 0,68%  |
| Romi                 | 48         | 0,52%  |
| Makedonci            | 26         | 0,46%  |
| Hrvati               | 5          | 0,08%  |
| Muslimani            | 5          | 0,08%  |
| Bošnjaci             | 4          | 0,07%  |
| Jugoslaveni          | 4          | 0,07%  |
| Slovaci              | 3          | 0,05%  |
| ostali               | 5          | 0,08%  |
| nepoznato            | 4          | 0,07%  |

| broj stanovnika | 2068  | 2198  | 2598  | 3378  | 4825  | 5584  | 5574  |
|                 | 1948. | 1953. | 1961. | 1971. | 1981. | 1991. | 2001. |

## Vanjske poveznice
- Karte, udaljenonosti, vremenska prognoza  Arhivirana inačica izvorne stranice od 30. prosinca 2008. (Wayback Machine)
- Satelitska snimka naselja